# 福井丸岡RUCK
福井丸岡RUCK（ふくいまるおかラック）は、福井県坂井市に拠点を置く女子フットサルクラブである。日本女子フットサルリーグ及び北信越女子フットサルリーグに所属している。呼称は丸岡RUCK(まるおかラック）。

## 概要
1991年設立。福井県坂井市丸岡町に拠点を置く。2016年には丸岡RUCKレディースから福井丸岡RUCKに改称した。日本女子フットサルリーグにおけるホームメイン会場は武生中央公園総合体育館。
チーム名のRuck（ラック）は「がらくた」を意味する。このガラクタ魂を胸に、一生懸命プレーすること、仲間のためにプレーすること、どんな時もあきらめない自分を信じてプレーすること、という想いが込められている。

## 組織
トップ世代からユース世代（U-18）までの福井丸岡RUCK(丸岡RUCKレディース）、ジュニアユース世代（U-15）の丸岡RUCKサテライト、ジュニア世代の福井丸岡RUCK・U-12(丸岡RUCKガールズ)を運営する女子フットサル・サッカークラブチームである。

### サテライトチーム
- 福井丸岡RUCKサテライト - 2017年北信越女子フットサルリーグに所属している。U-15メンバーで構成されている。

### ジュニアユース・ジュニアチーム
サッカー活動も行っている。
- 丸岡RUCKレディース(U-15)
- 福井丸岡RUCK・U-12(丸岡RUCKガールズより名称変更）

## 沿革
1991年に設立された。2012年から2015年までは東海女子フットサルリーグに所属し、2014年と2015年に優勝した。2016年には北信越女子フットサルリーグが設立されたため、東海女子フットサルリーグから転籍し、2016年には全勝優勝した。
2016年7月には日本女子フットサルリーグの創設が正式発表され、日本女子フットサルリーグ 2016プレ大会で優勝した。2017年より日本女子フットサルリーグに参加しており、また北信越女子フットサルリーグにも参加している。

## 戦績

### 福井丸岡RUCK(丸岡RUCKレディース）
ホンダカップ フットサルフェスタでは2連覇し、全日本女子フットサル選手権大会では初優勝を果たした。
- 日本女子フットサルリーグ

優勝1回（2016年プレ大会）
- 全国施設選抜レディースフットサル大会

優勝2回（2015年、2018年）
- フットサルフェスタ

優勝3回（2014年、2015年、2018年）
- 全日本女子フットサル選手権大会

優勝1回（2017年）
- FUTSAL地域女子チャンピオンズリーグ

優勝2回（2016年、2019年）
- フットサルフェスタ(U-18)

優勝1回（2018年）
地域女子フットサルリーグ
| 年度 | 所属                       | 順位 | 勝点 | 試合 | 勝 | 分 | 敗 | 得点 | 失点 | 差 |
| ---- | -------------------------- | ---- | ---- | ---- | -- | -- | -- | ---- | ---- | -- |
| 2014 | 東海女子フットサルリーグ   | 優勝 |      |      |    |    |    |      |      |    |
| 2015 | 東海女子フットサルリーグ   | 優勝 |      |      |    |    |    |      |      |    |
| 2016 | 北信越女子フットサルリーグ | 優勝 | 15   | 5    | 5  | 0  | 0  | 57   | 2    | 55 |
| 2017 | 北信越女子フットサルリーグ | 優勝 |      |      |    |    |    |      |      |    |

日本女子フットサルリーグ
| 年度 | 開催回 | 所属リーグ                            | 順位 | 勝点 | 試合 | 勝ち | 分け | 敗け | 得点 | 失点 | 得失 | チーム数 |
| 2016 | プレ   | 日本女子フットサルリーグ 2016プレ大会 | 優勝 | 11   | 5    | 3    | 2    | 0    | 17   | 8    | 9    | 6        |
| 2017 | 第1回  | 日本女子フットサルリーグ              | 3位  | 11   | 6    | 3    | 2    | 1    | 38   | 16   | 22   | 7        |
| 2018 | 第2回  | 日本女子フットサルリーグ              | 4位  | 13   | 7    | 4    | 1    | 2    | 34   | 17   | 17   | 8        |

### 福井丸岡RUCKサテライト
- 2017年北信越女子フットサルリーグ参加

フットサル

獲得したフットサルの全国タイトルは、全国ジュニアユース女子クラブチーム最多の計6回（全日本女子ユース（U-15）フットサル優勝5回・ホンダカップ フットサルフェスタ優勝1回）を誇る。
- JFA 全日本U-15女子フットサル大会

優勝5回（2012年、2013年、2016年、2017年、2018年）
- ホンダカップ フットサルフェスタ(U-15)

優勝2回（2016年、2018年）
サッカー
- 第20回全日本女子ユース (U-15)サッカー選手権大会出場
- 第21回全日本女子ユース (U-15)サッカー選手権大会出場

### 福井丸岡RUCK・U-12(丸岡RUCKガールズ)
獲得した全国タイトルは計1回であるが、今後の丸岡ラックレディースを担うジュニア世代のチームである。
- Jヴィレッジなでしこカップ全国ガールズ８（U-12）

優勝1回（2009年）
- 坂井FAカップ(U-12)

優勝1回（2015年）

## スポンサー
ユニフォームスポンサー
- FBC
- 福井新聞社
- 医療法人博俊会春江病院
- ビックエル株式会社
- LUZsSOMBRA - ユニフォームサプライ
- グランディア芳泉
- サポート観光

カップ戦ユニフォームスポンサー
- レピヤンリボン
- サンエイ工業
- フジ歯科クリニック
- 仁愛大学

## メンバー・スタッフ
日本女子フットサルリーグ2017登録メンバー

### 監督・スタッフ
| Post         | 名前(漢字)  |
| 監督         | 田中 悦博   |
| コーチ       | 浅川 貴行   |
| コーチ       | 大野 克     |
| コーチ       | 和田 佳代子 |
| トレーナー   | 重矢 順平   |
| マネージャー | 西尾 日南   |

### 選手
| 番号 | Position | 名前(漢字) |
| 1    | GK       | 浅野樹     |
| 2    | FP       | 横山夢花   |
| 3    | FP       | 横山凜花   |
| 5    | FP       | 五十嵐愛海 |
| 7    | FP       | 田中悠香   |
| 9    | FP       | 北川夏奈   |
| 10   | FP       | 池内天紀   |
| 11   | FP       | 小林心     |
| 12   | GK       | 西尾日南   |
| 13   | FP       | 高尾茜利   |
| 14   | FP       | 前田海羽   |
| 16   | GK       | 鵜飼真也子 |
| 17   | FP       | 荒井一花   |
| 18   | FP       | 北嶋笑     |
| 19   | FP       | 山川里佳子 |
| 20   | GK       | 小林望月   |
| 21   | GK       | 藤江真尋   |